# 徐詠璇
徐詠璇（英語：Bernadette Tsui，1958年—）是香港大學協理副校長、《信報》專欄作家。近作《情義之都》一書，透析從大學到香港社會的捐贈傳統、文化底蘊和歷史使命。獲國際教育資源拓展協會C.A.S.E. 頒授亞太區傑出服務獎，以表彰其對慈善領域的貢獻。港大文學士及哲學碩士，主修戲劇。

## 背景
她早年在長洲龍仔村生活，後移居九龍，父親任職長洲順德公立學校教師。她本身是長洲順德公立學校（小一至小五上學期）、德望學校小學部（小五下學期至小六）以及拔萃女書院的校友，亦是香港大學文學院的畢業生。在讀德望學校時因學習水平未達標而被老師要求重讀一年小五，但經父母向校方求情後獲准繼續升學，並考獲全班第二名的成績。直至就讀大學數年間，她考獲十個獎學金項目，可到日本、英國、德國等地留學。
2011年8月港大百週年打壓和平示威事件中，徐詠璇主導邀請及促成時任中共中央政治局常委、國務院副總理李克強作為港大百週年校慶的嘉賓。一般相信徐詠璇有審核並批准當時校慶的嘉賓座位安排。

## 外部連結
- 香港教育城：徐詠璇簡介
- 香港三聯書店：徐詠璇作品列表[永久]